# Tadeus Brakko
Tadeus Brakko è un personaggio del fumetto Rat-Man, creato da Leo Ortolani.

## Personaggio

Brakko nella serie animata Rat-Man

Brakko è un poliziotto, poi eletto capitano da Samuel Krik (il vecchio Capitano di polizia della Città Senza Nome, che si ritira).
Molte volte, nel corso delle sue avventure, si rivelerà un prezioso aiuto per Rat-Man, con il quale instaura una profonda amicizia. Come afferma lo stesso Ortolani, «i due sono infatti complementari. Quello che manca a Rat-Man manca anche a Brakko», con riferimento alla loro scarsa intelligenza.
Il primo incontro tra Tadeus Brakko e Deboroh La Roccia, il futuro Rat-Man, risale al 1978, come narrato nella storia "Grandi Speranze!" (Rat-Man Collection 30): Tadeus era l'unico ragazzo negro (Leo usa tale parola a dimostrare la falsità del politicamente corretto e ben lungi da ogni intento dispregiativo) del quartiere, e il piccolo Deboroh se lo fa amico, pur con qualche diffidenza nei confronti della sua etnia. Un giorno, però, Brakko cade vittima di un pestaggio sotto gli occhi di Deboroh, che non fa nulla per aiutarlo; così il giovane Tadeus, disgustato dall'inerzia dell'amico, decide di rompere l'amicizia.
I due si incontreranno di nuovo (la prima volta, in ordine di pubblicazione) nel 1996, ma non si riconosceranno. La memoria di Deboroh era stata infatti cancellata; Brakko, invece, non vede mai Deboroh a viso scoperto, e anche quando ciò avviene (in Rat-Man Collection 51) non lo riconosce:
(Tadeus Brakko, La fine di Rat-Man!)
Brakko ha un cane, Svarz (diminutivo di Svarzeneggher), una moglie, Clara, che lo tradisce continuamente, ed un figlio piccolo, Brakko Jr. (figlio del postino, ad insaputa dell'ingenuo Brakko).
A differenza di Rat-Man, Brakko è da sempre attratto da Cinzia Otherside, dalla sua femminilità e dalle amorevoli attenzioni di lei nei confronti di Rat-man. Col tempo anche Cinzia resta affascinata dai modi cortesi e cavallereschi del poliziotto. Alla fine, dopo che Brakko ha scoperto i ripetuti tradimenti della moglie e se ne è andato di casa, prende corpo l'improbabile storia d’amore fra lui e Cinzia.
Nonostante il ritorno di Clara al suo fianco per la battaglia finale dopo l'Ombra, la coppia decide di separarsi di comune accordo stante l'incapacità di Clara di dominare la sua natura licenziosa: Brakko continua a conservare eccellenti rapporti con la ex moglie, ma diviene così libero di vivere una nuova vita ed il suo improbabile amore con Cinzia: diviene così il nuovo sindaco della Città Senza Nome, conferisce le chiavi della città a Rat-Man (che, comicamente, le perde poco dopo) ed accetta di sposare Cinzia in una doppia cerimonia religiosa dove Rat-Man sposa il suo amore perduto Aima, riunendo così tutti gli amici comuni un'ultima volta.

## Realizzazione
Per il suo aspetto fisico Ortolani si è ispirato al personaggio di Roger Murtaugh interpretato da Danny Glover nella serie di film Arma letale.

## Altre versioni
- Nell'albo Star Rats (parodia della trilogia originale di Guerre stellari) compare Brankio Karnissian, unione tra Brakko e Lando Calrissian (di cui condivide anche il colore della pelle). Fa coppia con Woki, fusione tra Svarzeneggher e Chewbecca.[5]
- Nel numero speciale Il Signore dei Ratti (parodia del Signore degli Anelli) interpreta Granbrakko, equivalente di Grampasso/Aragorn.
- Nell'albo Ratolik il ruolo dell'investigatore è rappresentato da Biloba, fusione tra Brakko e Ginko, il cui nome gioca con l'assonanza tra il nome del nemico di Diabolik e la pianta Ginkgo biloba.

## Serie animata
Brakko appare anche nella serie animata di Rat-Man, dove è doppiato da Ambrogio Colombo.

## Premi
Brakko ha vinto nel 2002 il Premio INCA per il "miglior personaggio maschile non protagonista".